# Chrysomma
Chrysomma – rodzaj ptaków z rodziny ogoniatek (Paradoxornithidae).

## Zasięg występowania
Rodzaj obejmuje gatunki występujące w południowej i południowo-wschodniej Azji.

## Morfologia
Długość ciała 17–23 cm, masa ciała 20–24 g.

## Systematyka

### Etymologia
Chrysomma: gr. χρυσος khrusos „złoto”; ομμα omma, ομματος ommatos „oko”.

### Podział systematyczny
Do rodzaju należą następujące gatunki:
- Chrysomma sinense (J.F. Gmelin, 1789) – rdzawolotek białolicy
- Chrysomma altirostre Jerdon, 1862 – rdzawolotek ciemnolicy